# Neoptychodes
Neoptychodes is een kevergeslacht uit de familie van de boktorren (Cerambycidae). De wetenschappelijke naam van het geslacht werd voor het eerst geldig gepubliceerd in 1941 door Dillon & Dillon.

## Soorten
Neoptychodes omvat de volgende soorten:
- Neoptychodes candidus (Bates, 1885)
- Neoptychodes cosmeticus Martins & Galileo, 1996
- Neoptychodes cretatus (Bates, 1872)
- Neoptychodes hondurae (White, 1858)
- Neoptychodes trilineatus (Linnaeus, 1771)